# لوئیس زبالوس
لوئیس زبالوس (انگلیسی: Luis Zeballos؛ زادهٔ ۳ مارس ۱۹۸۵) بازیکن فوتبال اهل آرژانتین است.